# Sárköz
Le Sárköz (prononcé [ˈʃaːɾkøz]) est une petite région naturelle et ethnographique du département de Tolna située au sud-est de Szekszárd, dans le sud de la Hongrie.

## Caractéristiques
En tant que région naturelle, le Sárköz est la plaine située entre le Danube et l'ancien cours de la rivière Sárvíz, qui ne prenait pas le nom Sió après Szekszárd en se jetant dans le Danube par un court parcours vers l'est, mais serpentait vers le sud le long des collines de Szekszárd (Szekszárdi dombság) jusqu'à Báta. Cette zone proche du Danube, avant la construction de digues de protection à l'époque moderne, subissait presque tous les ans des crues qui y laissaient d'importants limons fertiles, et les villages y étaient établis sur de faibles hauteurs restant au sec même lors des grandes inondations. La forêt de Gemenc, zone humide actuelle au-delà des digues, en faisait partie, et on trouve aujourd'hui encore dans le Sárköz une faune et une flore sauvage de grand intérêt.
En tant que région ethnographique, le Sárköz était le gardien prédestiné des modes de vie, coutumes et modes des temps anciens, étant un lieu coincé entre eaux et zones humides, d'où il fallait seulement « sortir de temps en temps » (kijárni) pour aller dans les localités voisines et notamment dans la ville de Szekszárd. Ainsi, au début du XXe siècle, il a été l'objet de nombreuses études ethnographiques, en en restreignant le sens à la partie centrale formée des villages d'Őcsény, Decs, Sárpilis et Alsónyék, dont la population ancienne, formée de familles de religion réformée liées par des liens de parenté entre villages, était d'autant plus à part que les alentours, après les destructions de la période turque, avaient été repeuplés par des colons catholiques venus d'autres régions de Hongrie ou même de l'étranger. C'est cette zone plus réduite qui est généralement appelée Sárköz aujourd'hui, et qui est connue pour ses traditions folkloriques et son artisanat.

## Étymologie
Köz « intervalle » désigne en toponymie hongroise une zone située entre deux cours d'eau ou marécages, généralement à proximité de leur confluent et nommée d'après le plus petit des deux, en l'occurrence le Sárvíz sous son ancien nom Sár et selon son ancien parcours où il atteignait le Danube. L'hydronyme Sár(víz), quant à lui, signifie « cours d'eau boueux, marais » en hongrois ancien, ce qui correspond aux caractéristiques du Sárvíz avant sa canalisation.
Le nom de famille Sárközy (francisé en Sarkozy) est un patronyme assez courant. C'est le mot hongrois sárközi qui désigne les habitants de la région Sárköz.